# 和気斉之
和気 斉之（わけ の ただゆき）は、平安時代初期の貴族。姓は朝臣。官位は従五位下・治部少輔。

## 経歴
仁明朝後半の承和12年（845年）従五位下に叙爵し、承和14年（847年）刑部少輔に任ぜられる。嘉祥元年（848年）仁明天皇に対する大不敬の罪を犯したため、本来は絞首刑に当たるところ、勅により罪を一等減ぜられ、伊豆国への流罪に処された。またこの時に、親族の大判事・讃岐永直も連座して土佐国への配流となった。
嘉祥3年（850年）仁明天皇が重態に陥る中で恩赦が行われ、讃岐永直と共に入京を赦される。仁寿3年（853年）従五位下に復爵され、翌仁寿4年（854年）治部少輔に任ぜられている。

## 官歴
『六国史』による。
- 時期不詳：正六位上
- 承和12年（845年） 正月7日：従五位下
- 承和14年（847年） 2月11日：刑部少輔
- 嘉祥元年（848年） 12月4日：流罪（伊豆国）
- 嘉祥3年（850年） 3月18日：聴入京
- 仁寿3年（853年） 5月13日：復爵（従五位下）
- 仁寿4年（854年） 2月16日：治部少輔